# Chuniald
Der heilige Chuniald (oder Conald, Cunibald, Chunibald, Kuniald) war ein  irischer Priester und Missionar, der im 7. Jahrhundert in deutschen Landen wirkte.

## Leben
Er war ein schottischer oder irischer Missionar, der über Jahre hinweg den hl. Rupert begleitete. Er wurde in einigen Martyrologien am 27. Februar erwähnt, aber sein Fest wurde auch am 24. September gefeiert, dem Tag der Translation seiner Reliquien (gemeinsam mit denen des hl. Rupert) in den Salzburger Dom im Jahr 774. Bei den weiteren Translationen in den Jahren 993 and 1315 wird Chuniald nicht mehr erwähnt. Ein liturgisches Gedenken für Chuniald ist bis in das Spätmittelalter belegt, dennoch erscheint in den salzburgischen Kalendarien nach der tridentinischen Liturgiereform keine weitere Erwähnung Chunialds. Seit dem 20. Jahrhundert wird seiner ausschließlich in Salzburg, im liturgischen Rang einer Commemoratio, am 28. September (also vier Tage nach Rupert) gedacht.
Der Bollandist Constantin Suysken behauptete seinerseits, dass Chuniald und Gislar aus Gaul stammten. Die hagiographische Tradition in Salzburg, nach der Rupert gemeinsam mit Erentrudis, Gislar und Chuniald und zehn anderen Jüngern von Worms nach Salzburg aufbrach, ist nicht verifizierbar.